# Redoublement scolaire
Pour les articles homonymes, voir Redoublement.
Le redoublement scolaire (ou doublement scolaire) est le fait, pour un élève, de ne pas intégrer le niveau de classe supérieur à l'issue de l'année scolaire, mais d'accomplir une seconde année d'études dans le même niveau de classe.

## Redoublement scolaire en France

### Origine
Le redoublement est lié en France au passage progressif, après la Restauration, de l'enseignement dit mutuel (dans lequel un instituteur peut, en déléguant certains élèves qui sont ses relais ou moniteurs, enseigner à des effectifs nombreux d'élèves regroupés par âges) à l'enseignement dit simultané, dans lequel l'instituteur fait cours aux élèves. Après 1868, ce modèle d'enseignement simultané est imposé à l'école primaire, dont le cursus est divisé en trois niveaux de classes. Un examen de passage permet l'accès au niveau supérieur. Ainsi, « l'âge est secondaire et un élève peut rester en cours élémentaire jusqu'à 4 ou 5 ans dans les années 1880. En 1888, 30 % des élèves seulement réalisent le cursus prévu sans redoublement ». Si ce taux massif de redoublement s'atténue progressivement, les effectifs des classes élémentaires restent cependant longtemps plus élevés que ceux des classes supérieures.

### Décret du 20 novembre 2014 en France
Le décret du 20 novembre 2014 qui modifie le code de l'éducation rend la pratique du redoublement plus exceptionnelle en France, en la limitant à deux cas de figure : le redoublement peut être consécutif à une interruption de scolarité, ou exprimer le choix de la famille de s'opposer à la décision définitive d'orientation proposée à l'issue des niveaux de troisième de collège et de seconde de lycée : « Pour les élèves des classes de troisième et de seconde, lorsque la décision d'orientation définitive n'obtient pas l'assentiment des représentants légaux de l'élève ou de l'élève majeur, ceux-ci peuvent demander le maintien dans le niveau de classe d'origine ».

### Contentieux
Les décisions de redoublement comme de refus de redoublement peuvent être contestées devant des commissions d'appel puis en cas de désaccord, devant les tribunaux. Une autorisation de redoublement devant le primaire a par exemple pu être accordée par un tribunal administratif (TA Nîmes, 1re ch., 15 oct. 2024, n° 2202077; TA Rennes, 3e ch., 22 févr. 2024, n° 2304027)

### Redoublement dans l'enseignement  supérieur
Le redoublement peut aussi concerner l'enseignement supérieur public comme privé en cas d'ajournement de l'élève aux examens.
Les refus de redoublement peuvent être contestés devant les tribunaux administratifs, notamment quand l'élève peut invoquer des raisons de santé ou qu'il avait presque tout validé (TA Orléans, 21 nov. 2023, n° 2304400 ; TA Orléans, 28 sept. 2023, n° 2303773.).

## Redoublement dans le monde
Le taux de redoublement, en France, est en recul mais reste élevé : en 2016, 28 % des élèves français âgés de 15 ans déclarent avoir déjà redoublé. Ce taux est inférieur à celui de l'Espagne ou du Portugal, mais place la France au cinquième rang des pays de l'OCDE. Le taux français masque de fortes inégalités : le retard ne touche que 19 % des élèves de classe de seconde générale et technologique, mais 57 % des élèves de seconde professionnelle, et jusqu'à 82 % de ceux en première année de CAP.
Dans un tiers des pays de l'OCDE, le taux est bien plus faible : moins de 5 % des élèves de 15 ans ont déjà redoublé au Royaume-Uni, en Corée, en Suède ou au Danemark.
Le redoublement n'existe pas, la promotion au niveau supérieur est obligatoire au Japon, en Norvège et en Islande.
Au Québec, au primaire et au secondaire, si l'élève n'a pas acquis toutes les connaissances nécessaires ou il est souvent absent, il devra redoubler l'année suivante. Il est possible d'avoir une année de dérogation pour redoubler la 6e année à 13 ans (dépassement de la limite d'âge au 30 septembre). On peut avoir une année de dérogation pour redoubler la maternelle à 6 ans (dépassement de la limite d'âge au 30 septembre).

## Efficacité pédagogique
Les recherches menées jusqu'en 2000 pointaient toutes l'impact négatif d'un doublement. Après 2000, les études établissent majoritairement que le redoublement n'a pas d'effets sur la réussite scolaire, sur le long terme, mais qu'il reste un facteur constitutif du décrochage scolaire, voire d'une moindre rémunération du futur salarié. Il pénalise parfois durablement l'estime de soi.

## Perceptions du redoublement

### Perception par les élèves
Le Conseil national d'évaluation du système scolaire (CNESCO) a publié en janvier 2015 les résultats et l'analyse d'une enquête sur la perception du redoublement par les collégiens français, menée au sein de 59 établissements, auprès de 3 302 collégiens et 2 314 lycéens.
Il en ressort que les élèves, redoublants ou non, perçoivent le redoublement de façon positive : 80 % l'associent à une « seconde chance » permettant, pour 73 % « d'améliorer ses résultats scolaires ». Le redoublement est également considéré comme « une menace » : 82 % des élèves sondés disent qu'ils travailleraient plus s'ils risquaient de redoubler. 31 % des élèves pensent qu'il faudrait le supprimer.
Cependant, ces élèves sont nombreux (64 %) à affirmer, plus nettement que leurs parents, que le redoublement démotive et diminue la confiance en soi. Les élèves ayant redoublé montrent une position ambivalente : si 71 % considèrent que le redoublement permet d'améliorer ses résultats, notamment en fournissant plus d'efforts, déclarent avoir fourni davantage d'efforts, un tiers des redoublants n'hésite pas à dire qu'il a eu envie d'arrêter l'école à cause du redoublement (35 %).
Les lycéens, les filles et les élèves qui se perçoivent comme de bons élèves ont une perception du redoublement plus positive que, respectivement, les collégiens, les garçons et les élèves qui jugent leur niveau scolaire faible.

### Perception par les adultes
En 2012 en France, « 70 % des parents et 64 % des enseignants interrogés sont d’accord avec la phrase "Le redoublement permet réellement à l’élève de rattraper son retard et d’être mieux préparé pour les classes supérieures". Ils sont toutefois une large majorité à penser que le redoublement pourrait "être remplacé par d’autres mesures plus eﬃcaces et mieux adaptées, telles que l’accompagnement personnalisé pour les enfants en difficulté" (77 %) ». 
Enseignants comme parents considèrent ainsi le plus souvent le redoublement comme bénéfique : les parents voient dans le redoublement un temps supplémentaire donné à l'élève pour gagner en maturité, et ils comptent sur la peur du redoublement pour inciter leur enfant à travailler. Ces perceptions sont surtout répandues dans les milieux sociaux défavorisés.
Les enseignants peuvent proposer le doublement afin de favoriser la constitution de classes de niveau homogène, mais aussi parce qu'ils redouteraient les critiques de leurs collègues, leur reprochant le faible niveau scolaire d'un élève. Selon François Dubet, les enseignants tiennent à une vision morale de l'école républicaine : « l’école démocratique repose sur deux piliers [...] : un principe d’égalité, tous les élèves sont fondamentalement égaux et peuvent prétendre aux mêmes choses ; un principe de mérite, fondant des inégalités justes ». Or classer les élèves et affirmer leur égalité est contradictoire.

## Alternatives au redoublement

### Proposer une seconde chance
De nombreux pays proposent des dispositifs aux élèves pour lesquels a été posé un diagnostic de redoublement. Le plus courant, pratiqué par la quasi-totalité des pays européens, sauf trois, dont la France, prend la forme d'examens complémentaires de rattrapage à la fin de l'année au ou début de l'année scolaire suivante, examens portant le plus souvent sur quelques matières seulement. Ce dispositif peut aussi prendre appui sur des écoles d'été, dont l'effet est jugé particulièrement bénéfique dans les débuts de la scolarité. Enfin, la promotion conditionnelle (Allemagne, Espagne, Pologne, Autriche) permet à l'élève de poursuivre sa scolarité dans le niveau supérieur tout en assistant à un cours de rattrapage annuel dans les matières où ses résultats sont considérés comme insuffisants.

### Organiser les classes pour limiter le redoublement
L'organisation de la classe dépend souvent d'une programmation annuelle, celle de l'année scolaire, qui suppose en général que l'élève connaisse un environnement en partie renouvelé chaque année : nouveaux professeurs, nouveaux élèves. Cette organisation suppose également un calendrier qui prévoit des évaluations fréquentes, parfois très concentrées dans le temps. Tout ceci peut influer sur la réussite de l'élève. Les élèves les plus jeunes, ceux qui sont nés en fin d'année, semblent défavorisés par cette organisation de classe. 
La question du rôle de l'effectif de la classe a longtemps été débattue, avec des résultats divers. Cependant, les différentes études scientifiques postérieures à 2005 montrent que des effectifs plus restreints permettent d'améliorer, au moins immédiatement, les résultats des élèves, particulièrement dans les premières années de la scolarité, et que cela bénéficie d'abord aux élèves socialement défavorisés, à ceux qui ont des difficultés scolaires ou qui sont issus de minorités ethniques.
La pratique du looping, en Finlande, en Belgique comme dans certains États américains présente un grand nombre d'effets positifs : lorsqu'un même enseignant fait la classe aux mêmes élèves plusieurs années de suite, l'anxiété des élèves est réduite, leur sociabilisation facilitée, et le temps gagné lors de la phase initiale de l'année scolaire considérable. Ces effets positifs supposent que l'enseignant soit compétent sur les différents niveaux et que les relations tissées avec les élèves soient bonnes.
Les classes constituées en regroupant volontairement des élèves d'âges différents (Pays-Bas, Finlande, Portugal, Australie) partent du principe que chacun y progresse à son rythme propre.

### Prévenir les difficultés
L'intervention précoce, en maternelle, en assurant le développement cognitif, semble pouvoir limiter le redoublement. Le soutien scolaire gratuit a le même effet positif.
Les pays ayant supprimé le redoublement l'ont fait dans la perspective d'une refonte pédagogique globale de la scolarité. En Finlande ou en Angleterre, on[Qui ?] déconstruit le groupe-classe pour proposer un enseignement au plus proche des besoins de chacun, ou pédagogie différenciée. Au Japon, le tutorat ou l'enseignement coopératif sont la règle dans des classes regroupant des élèves d'âges différents. 